# The Hullaballoos
The Hullaballoos waren eine Beat-Rockband aus dem britischen Hull. Sie wurden zur Zeit der British Invasion in der ersten Hälfte der 1960er Jahre vor allem in den Vereinigten Staaten bekannt. Musikalisch verbanden sie den Stil von Buddy Holly mit Merseybeat.

## Bandgeschichte
Ihre Karriere in den USA betreuten Hugo Peretti und Luigi Creatore, die künstlerischen Leiter von Roulette Records. Sie sorgten dafür, dass sie in diversen Fernsehshows, besonders aber in der (zufällig!) fast gleichnamigen Show Hullaballoo auftraten. 
Sie hatten 1965 in den USA zwei kleinere Hits mit „I’m Gonna Love You Too“, einer Coverversion des Buddy-Holly-Songs, und mit „Did You Ever“. Markenzeichen der Bandmitglieder war strohblondgefärbtes, (für die Zeit) langes Haar. Nach drei Langspielplatten löste die Band sich auf.

## Mitglieder
- Ricky Knight (Lead-Sänger/Rhythmus-Gitarre)
- Andrew Wooten (Lead-Gitarre)
- Geoffrey Mortimer (Bass-Gitarre)
- Harry Dunn (Schlagzeug)
- Mick Wayne (Gesang/Gitarre) ersetzte 1965 Ricky Knight

## Diskografie
Alben
- 1965: The Hullaballoos
- 1965: On Hullaballoo
- 1965: England's Newest Singing Sensation
- 2004: Did You Ever (Kompilation)
- 2004: I'm Gonna Love You Too (Kompilation)